# Danijela Dimitrovska
Danijela Dimitrovska, née à Pozarevac le 29 octobre 1987, est un mannequin serbe.
Sa carrière a débuté en 2004, lorsqu'elle remporta le concours Elite Model organisé en Serbie. Par la suite, elle a défilé notamment pour Armani, Christian Dior, Sonia Rykiel, Yves Saint Laurent, Givenchy, Benetton. Elle a fait les couvertures de magazines tels que Glamour, D et Marie-Claire.